# Fujsz Ferenc
Fujsz Ferenc (Zalaegerszeg, 1969. október 28. –) labdarúgó, középpályás, edző.

## Pályafutása
Gyermekkorát Szénásvölgyön és Bakon töltötte, utóbbi településen járt általános iskolába. Édesanyja Belső Irén, édesapja id. Fujsz Ferenc – aki szintén labdarúgó volt. 1981-ben a zalaegerszegi Petőfi Sándor Általános Iskolában folytatta tanulmányait, ahol Holdosi János lett az edzője. Ekkor kezdte labdarúgó pályafutását a ZTE utánpótlás-csapatában.
1984-1987-ig a Munkácsy Mihály Ipari Szakmunkásképző Intézet tanulója volt, ahol szakmát szerzett. Továbbra is a ZTE csapatát erősítette, valamint a serdülő-, az ifjúsági-, és az olimpiai válogatott tagja volt. 1990-1991-ig Keszthelyen szolgált a katonaságnál, ekkor a Keszthelyi Haladás Honvéd SE NB III-as csapatának tagja volt. 1995-ben megsérült, műtétek vártak rá, amelyek után már csak rövid időre térhetett vissza a sporthoz, majd a civil élet következett.
1998-tól másodállásban edzőként tevékenykedik. Jelenleg Zalaegerszegen él családjával és projektvezetőként dolgozik egy munkaerő-közvetítő cégnél. Ma is aktívan részt vesz egykori klubja életében utánpótlás edzőként.

### Zalaegerszegi TE (1981–1996.08.)
1981-ben kezdte pályafutását a ZTE-ben, Holdosi János edző keze alatt. 1986-ban került fel az első osztályú felnőtt csapatba. Első élvonalbeli mérkőzése 1987. november 21-én a Vasas ellen volt, ahol 1–1-es döntetlen született. Irányító középpályásként a csapat meghatározó játékosa lett.
1995-ben 25 évesen a csapat egyik legrutinosabb játékosának számított. 1996. augusztus 24-én játszotta utolsó bajnoki mérkőzését a Debreceni VSC ellen, ahol góllal búcsúzott, de csapata így is 5–1-es vereséget szenvedett. Ezután sérülés miatt befejezte élvonalbeli pályafutását. Összesen 79 élvonalbeli mérkőzésen szerepelt és kilenc gólt szerzett.

### Serdülő, ifjúsági és olimpiai válogatott (1984–1987)
Legemlékezetesebb mérkőzése: 1987. Izrael, Magyarország – Ciprus 6-1. Tornagyőztes lett a magyar ifjúsági válogatott, ahol Fujsz Ferencet választották a torna legjobb játékosának, sőt gólkirály is lett.
Edzők: Piski Elemér, Bicskei Bertalan.

### Keszthelyi Haladás Honvéd SE NB III. (1990–1991)
Legemlékezetesebb mérkőzése: Győri Dózsa elleni bajnoki mérkőzés, amelyben 4 gólt szerzett.
Edzők: Móré Imre, Jánki Miklós

### Sérülése
1996-ban sarokcsont-sorvadást állapítottak meg nála, ami véget vetett egy tehetséges futballista karrierjének. 1995-ben csonthártyagyulladást diagnosztizáltak Fujsz Ferencnél az orvosok, amit injekciókkal kezeltek, hatástalanul. Maradt a műtét, egy 1995 februárjában megműtötték, de a helyzet nem változott. 1996 februárjában ismét meg kellett operálni, de a seb nem gyógyult. Egy kaposvári plasztikai magánklinikán állapították meg, hogy a csont sorvadni kezdett és egy mogyoró nagyságú lyuk van rajt. Ezután elvégeztek egy plasztikai műtétet is.
A történtek után a ZTE szerződést bontott Fujsz Ferenccel, akinek át kellett állnia a "civil" életre. Munkát vállalt.

### Edzőként
Edző végzettsége UEFA A licence.
- 1997–2003: Zalaegerszegi Tungsram SE – 1999-2002-ig megyei I. osztály Eredmény: 2002-ben bajnoki cím, 2003-ban megyei I. osztály
- 2004: Felsőrajk, megyei I. osztály
- 2005: Lenti TE, 4. helyezés
- 2006–: ZTE U17, U19, U13, U12 , U15 , U14